# 409-я стрелковая дивизия
409-я стрелковая дивизия (409 сд) — воинское соединение Вооружённых Сил СССР, принимавшее участие в Великой Отечественной войне.
Боевые периоды — со 2 декабря 1942 по 29 марта 1943 года, с 1 июня по 23 июля 1943 года и с 8 августа 1943 по 11 мая 1945 года.

## История
- Экспозиция Военного музея «Мать Армения», посвящённая боевому пути дивизии

409 сд была сформирована в сентябре 1941 года в Ленинакане. Принимала участие в освобождении Кубани, Украины, Молдавии, Румынии, Венгрии, Австрии и Чехословакии.
8 января 1944 года дивизии приказом верховного главнокомандующего было присвоено почётное наименование «Кировоградской».
В дивизии выпускалась газета «Боевое знамя».

Расформирована в 1945 году.

## Полное наименование дивизии
409-я стрелковая Кировоградско-Братиславская ордена Богдана Хмельницкого дивизия.

## Боевой состав
- 667-й стрелковый полк
- 675-й стрелковый полк
- 677-й стрелковый полк
- 684-й стрелковый полк
- 964-й артиллерийский полк
- 196-й отдельный истребительно-противотанковый дивизион
- 192-я зенитная батарея (688-й отдельный зенитный артиллерийский дивизион — до 1.7.1943)
- 463-я отдельная разведывательная рота
- 682-й отдельный сапёрный батальон
- 852-й отдельный батальон связи (784-я отдельная рота связи)
- 486-й медико-санитарный батальон
- 479-я отдельная рота химической защиты
- 344-я автотранспортная рота
- 251-я полевая хлебопекарня
- 826-й (409-й) дивизионный ветеринарный лазарет
- 1460-я полевая почтовая станция
- 731-я полевая касса Госбанка[2]

## Подчинение
| На дату    | Фронт (округ)              | Армия                 | Корпус                             | Группа                |
| ---------- | -------------------------- | --------------------- | ---------------------------------- | --------------------- |
| 01.09.1941 | Закавказский фронт         | -                     | -                                  | -                     |
| 01.10.1941 | Закавказский фронт         | 45-я армия            | -                                  | -                     |
| 01.11.1941 | Закавказский фронт         | 45-я армия            | -                                  | -                     |
| 01.12.1941 | Закавказский фронт         | 45-я армия            | -                                  | -                     |
| 01.01.1942 | Кавказский фронт           | 45-я армия            | -                                  | -                     |
| 01.02.1942 | Закавказский военный округ | 45-я армия            | -                                  | -                     |
| 01.03.1942 | Закавказский военный округ | 45-я армия            | -                                  | -                     |
| 01.04.1942 | Закавказский военный округ | 45-я армия            | -                                  | -                     |
| 01.05.1942 | Закавказский военный округ | 45-я армия            | -                                  | -                     |
| 01.06.1942 | Закавказский фронт         | 45-я армия            | -                                  | -                     |
| 01.07.1942 | Закавказский фронт         | 45-я армия            | -                                  | -                     |
| 01.08.1942 | Закавказский фронт         | 45-я армия            | -                                  | -                     |
| 01.09.1942 | Закавказский фронт         | 45-я армия            | -                                  | -                     |
| 01.10.1942 | Закавказский фронт         | 45-я армия            | -                                  | -                     |
| 01.11.1942 | Закавказский фронт         | 45-я армия            | -                                  | -                     |
| 01.12.1942 | Закавказский фронт         | 45-я армия            | -                                  | -                     |
| 01.01.1943 | Закавказский фронт         | 44-я армия            | -                                  | Северная группа войск |
| 01.02.1943 | Северо-Кавказский фронт    | 37-я армия            | -                                  | -                     |
| 01.03.1943 | Северо-Кавказский фронт    | 37-я армия            | -                                  | -                     |
| 01.04.1943 | Резерв Ставки ВГК          | 46-я армия            | -                                  | -                     |
| 01.05.1943 | Резерв Ставки ВГК          | 46-я армия            | -                                  | -                     |
| 01.06.1943 | Юго-Западный фронт         | 46-я армия            | -                                  | -                     |
| 01.07.1943 | Юго-Западный фронт         | 46-я армия            | -                                  | -                     |
| 01.08.1943 | Резерв Ставки ВГК          | 46-я армия            | -                                  | -                     |
| 01.09.1943 | Юго-Западный фронт         | 46-я армия            | -                                  | -                     |
| 01.10.1943 | Степной фронт              | 46-я армия            | -                                  | -                     |
| 01.11.1943 | 2-й Украинский фронт       | 57-я армия            | 64-й стрелковый корпус             | -                     |
| 01.12.1943 | 2-й Украинский фронт       | 57-я армия            | 68-й стрелковый корпус             | -                     |
| 01.01.1944 | 2-й Украинский фронт       | 7-я гвардейская армия | 25-й гвардейский стрелковый корпус | -                     |
| 01.02.1944 | 2-й Украинский фронт       | 7-я гвардейская армия | -                                  | -                     |
| 01.03.1944 | 2-й Украинский фронт       | 7-я гвардейская армия | -                                  | -                     |
| 01.04.1944 | 2-й Украинский фронт       | -                     | -                                  | -                     |
| 01.05.1944 | 2-й Украинский фронт       | -                     | 28-й гвардейский стрелковый корпус | -                     |
| 01.06.1944 | 2-й Украинский фронт       | 27-я армия            | 27-й гвардейский стрелковый корпус | -                     |
| 01.07.1944 | 2-й Украинский фронт       | -                     | 27-й гвардейский стрелковый корпус | -                     |
| 01.08.1944 | 2-й Украинский фронт       | -                     | 27-й гвардейский стрелковый корпус | -                     |
| 01.09.1944 | 2-й Украинский фронт       | -                     | 27-й гвардейский стрелковый корпус | -                     |
| 01.10.1944 | 2-й Украинский фронт       | 53-я армия            | 27-й гвардейский стрелковый корпус | -                     |
| 01.11.1944 | 2-й Украинский фронт       | 7-я гвардейская армия | -                                  | -                     |
| 01.12.1944 | 2-й Украинский фронт       | 7-я гвардейская армия | -                                  | -                     |
| 01.01.1945 | 2-й Украинский фронт       | 7-я гвардейская армия | 25-й гвардейский стрелковый корпус | -                     |
| 01.02.1945 | 2-й Украинский фронт       | 7-я гвардейская армия | 25-й гвардейский стрелковый корпус | -                     |
| 01.03.1945 | 2-й Украинский фронт       | 7-я гвардейская армия | 25-й гвардейский стрелковый корпус | -                     |
| 01.04.1945 | 2-й Украинский фронт       | 7-я гвардейская армия | 25-й гвардейский стрелковый корпус | -                     |
| 01.05.1945 | 2-й Украинский фронт       | 7-я гвардейская армия | 27-й гвардейский стрелковый корпус | -                     |

## Командиры
- Василян, Арташес Аршакович (19 августа 1941 — 2 февраля 1942), полковник.
- Запорожченко, Михаил Иванович (3 февраля — 14 июля 1942), комбриг.
- Василян, Арташес Аршакович (15 июля — 5 ноября 1942), полковник.
- Гладков, Василий Фёдорович (6 ноября 1942 — 18 январь 1943), полковник.
- Добровольский, Михаил Игнатьевич (19 января — 4 декабря 1943), полковник.
- Сорокин, Гавриил Степанович (5 декабря 1943 — 6 февраля 1944), полковник.
- Гречаный, Евстафий Петрович (7 февраля 1944 — 1 мая 1945), генерал-майор.

## Награды дивизии
- 8 января 1944 года — почетное наименование «Кировоградская» — присвоено приказом Верховного Главнокомандующего от 8 января 1944 года — в ознаменовании одержанной победы и отличие в боях за освобождение города Кировоград.
- 29 марта 1944 года —  Орден Богдана Хмельницкого II степени — награждена указом Президиума Верховного Совета СССР от 29 марта 1944 года — за образцовое выполнение заданий командования в боях за освобождение города Ново-Украинка и важного железнодорожного узла Помошная и проявленные при этом доблесть и мужество.[3]
- 17 мая 1945 года — почетное наименование «Братиславская» — присвоено приказом Верховного Главнокомандующего № 083 от 17 мая 1945 года — в ознаменование одержанной победы и отличие в боях за овладение городом Братислава.

Награды частей дивизии:
- 675-й стрелковый Краснознаменный[4] полк
- 677-й стрелковый Краснознаменный[5] ордена Суворова[6] полк
- 684-й стрелковый ордена Суворова[7] полк
- 964-й артиллерийский ордена Суворова[5] полк
- 682-й отдельный сапёрный ордена Александра Невского[7] батальон

## Отличившиеся воины
Герои Советского Союза:
- Лебедев, Алексей Фёдорович, младший лейтенант, командир взвода 677-го стрелкового полка.

 Кавалеры ордена Славы трёх степеней:
- Анпилогов, Поликарп Иванович, сержант, командир отделения 463 отдельной разведывательной роты.
- Михалёв, Василий Павлович (полный кавалер ордена Славы), старшина, командир отделения взвода разведки 684 стрелкового полка.
- Потапов, Михаил Васильевич, сержант, помощник командира взвода 463 отдельной разведывательной роты.